# Globális Klímakoalíció
A Globális Klímakoalíciót 1989-ben alapították Global Climate Coalition néven, amit ötven olaj-, gáz, széntermelő, autógyártó vállalat hozott létre. 60 millió dollárt adott ki politikai adományokra, még többet propagandára. A Globális Klímakoalíció célja az volt, hogy "kétségeket ébresszen a globális felmelegedés elméletével szemben". A koalíció legjelentősebb sikere 1992-ben volt, amikor meg tudták akadályozni, hogy a Riói Csúcstalálkozó egyes célkitűzései létrejöjjenek.
A Globális Klímakoalíció 2000-ben összeomlott, ahogy a Texaco cég kiszállt, így már túl kevés tag volt a csoportosulásban. Az Exxon Mobil, a Chevron és a General Motors voltak azok a cégek, amelyek végsőkig kitartottak. A Globális Klíma Koalíció történetével Tim Flannery az Időjárás-csinálók könyvében foglalkozik.

## Állandó tagok 1997-ig
- Exxon / Esso
- Ford
- Royal Dutch/Shell
- Texaco
- British Petroleum
- General Motors
- DaimlerChrysler
- en:George C. Marshall Institute

A koalíció felbomlása után a Bush-adminisztráció tovább erősítette a kibocsátás-csökkentés ellenzőinek hangját. Philip Cooney (olajtermelő lobbi tagja) volt Bush egyik jobbkeze. Eltávolította és megmásította az éghajlatkutatás eredményeit, így minimalizálta a klímaváltozáshoz fűződő aggodalmakat. A Globális Klímakoalíció eltűnése mellett új csoportok jelentek meg, ilyen például az ausztrál központú Lavoisier Csoport. 
A BP (British Petroleum) cég volt az első, mely kiszállt a koalícióból. Napjainkra a BP a világ első számú napenergiaelem-gyártójává nőtte ki magát.

## Külső hivatkozások
- GCC homepage – 2006 márciusától inaktív oldal